# You're the One
You're the One är Paul Simons tionde soloalbum, utgivet i 3 oktober 2000. Albumet är producerat av Paul Simon.
Albumet nådde Billboardlistans 19:e plats.
På englandslistan nådde albumet 20:e plats. Albumet nominerades till Amerikanska Grammy för årets bästa album 2000.

## Låtlista
Samtliga låtar skrivna av Paul Simon.
1. "That's Where I Belong" - 3:13
2. "Darling Lorraine" - 6:39
3. "Old" - 2:20
4. "You're the One" - 4:28
5. "The Teacher" - 3:36
6. "Look at That" - 3:54
7. "Señorita With a Necklace of Tears" - 3:41
8. "Love" - 3:51
9. "Pigs, Sheep, and Wolves" - 3:58
10. "Hurricane Eye" - 4:12
11. "Quiet" - 4:17
12. "That's Where I Belong" (live)
13. "Old" (live)
14. "Hurricane Eye" (live)

12-14 är bonusspår på den remastrade CD-utgåvan från juli 2004.